# Cathédrale de l'Assomption de Louisville
Cette  cathédrale n’est pas la seule cathédrale de l'Assomption.
La cathédrale de l'Assomption (en anglais : Cathedral of the Assumption) est une cathédrale située dans la ville de Louisville appartenant à l'archidiocèse catholique de Louisville. Elle est également la résidence de Joseph E. Kurtz (en), le quatrième archevêque de Louisville. La cathédrale est classée au Registre national des lieux historiques depuis 1977.

## Histoire
En 1811, un petit groupe de catholique construisent l'église Saint-Louis à Louisville. Avant, seul le prêtre d'origine française Étienne Badin y avait dit quelques messes lors de ses voyages. Le premier prêtre vivant en permanence dans la ville est le père Philip Hosten. Il y meurt après un an de la fièvre jaune. En 1830, une plus grande église Saint-Louis est construite un peu plus au sud.

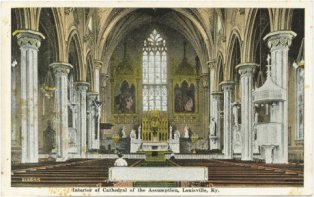
Image de l'intérieur vers 1900.

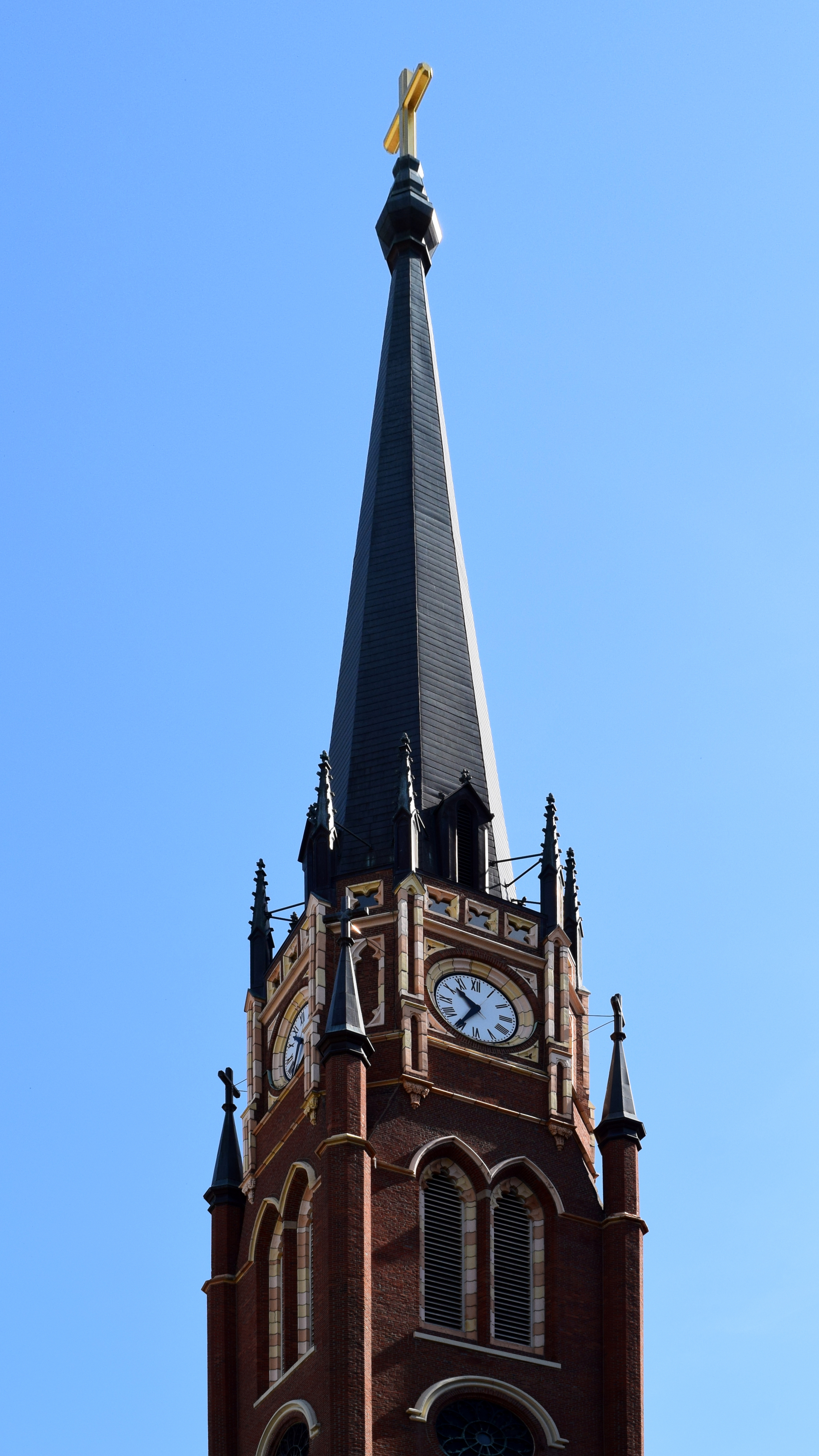
La flèche du clocher après la restauration extérieure de 1998.

Le diocèse de Bardstown (en), qui était le premier diocèse des États-Unis, est créé en 1808, avec pour premier évêque un Français, Benoît-Joseph Flaget. Ce diocèse couvrait la plus grande partie des États du Kentucky, Tennessee, Missouri, Illinois, Indiana, Ohio et Michigan.
En 1841, le diocèse est déplacé à Louisville et l'église Saint-Louis devient la cathédrale Saint-Louis. En 1849, les autorités religieuses décident d'y construire une nouvelle cathédrale. Celle-ci est achevée en 1852 et dédiée à la Vierge Marie sous le nom de cathédrale de l'Assomption. La cathédrale est une réplique de l'église plus ancienne mais était simplement plus grande. L'ancienne église fut ensuite désassemblée pierre par pierre.
Le diocèse de Louisville devient l'archidiocèse du Kentucky et du Tennessee à partir de 1937.
La toute nouvelle cathédrale manque d'être détruite en 1856 à la suite d'un mensonge dans un article d'un journal local. L'église était faussement accusée de cacher des armes et elle échappe de justesse à la destruction après des événements ayant conduit à la mort de vingt-deux innocents.
En 1985, une fondation est créée pour rénover la cathédrale. Les travaux débutent en 1988. En 1998, la tour externe est entièrement rénovée. En 2005, des travaux de rénovation de l'école de la cathédrale ont débuté.

## Galerie

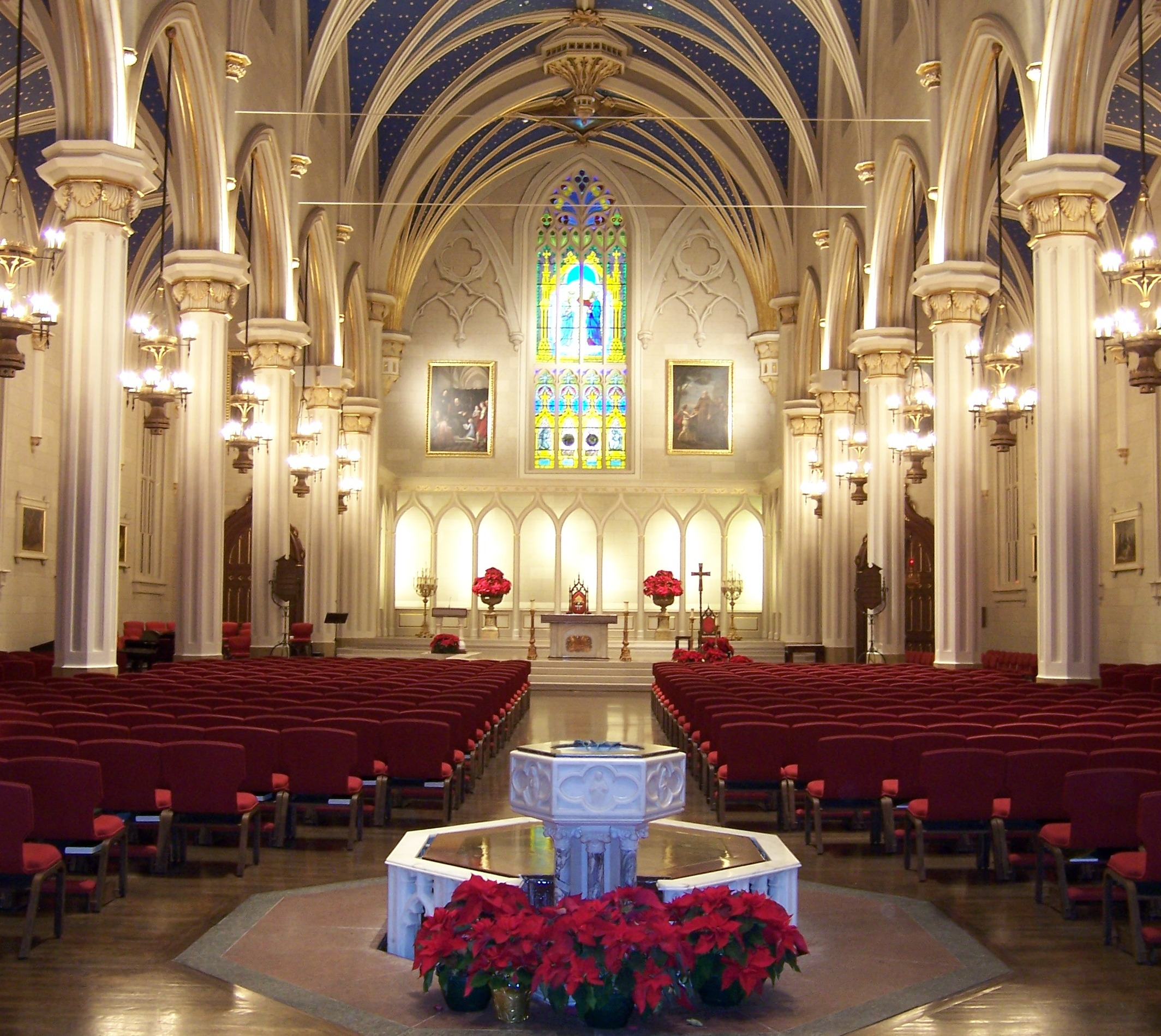
Vue générale de la nef vers le chœur.
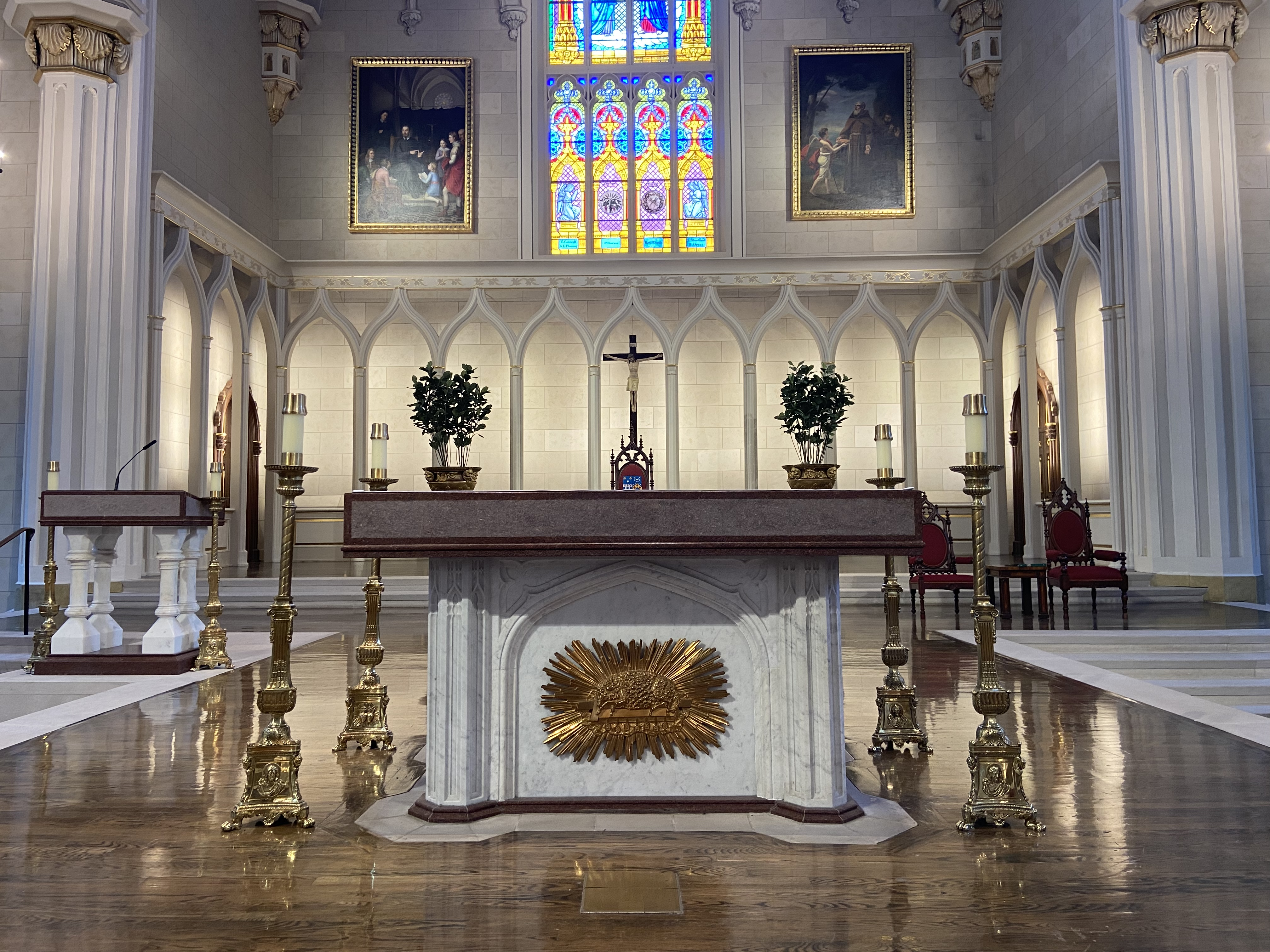
Le maître-autel.
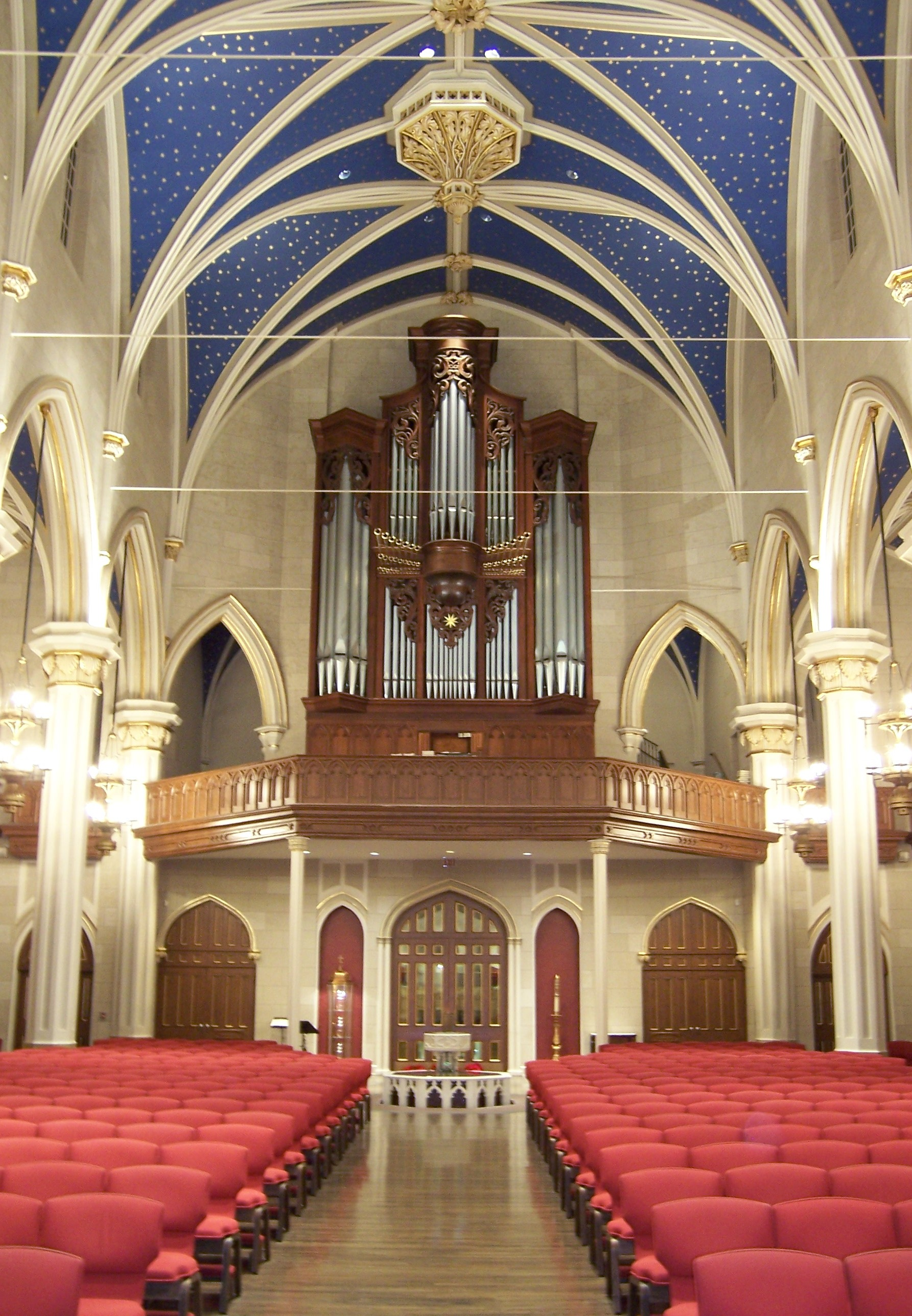
La nef vers l'orgue.
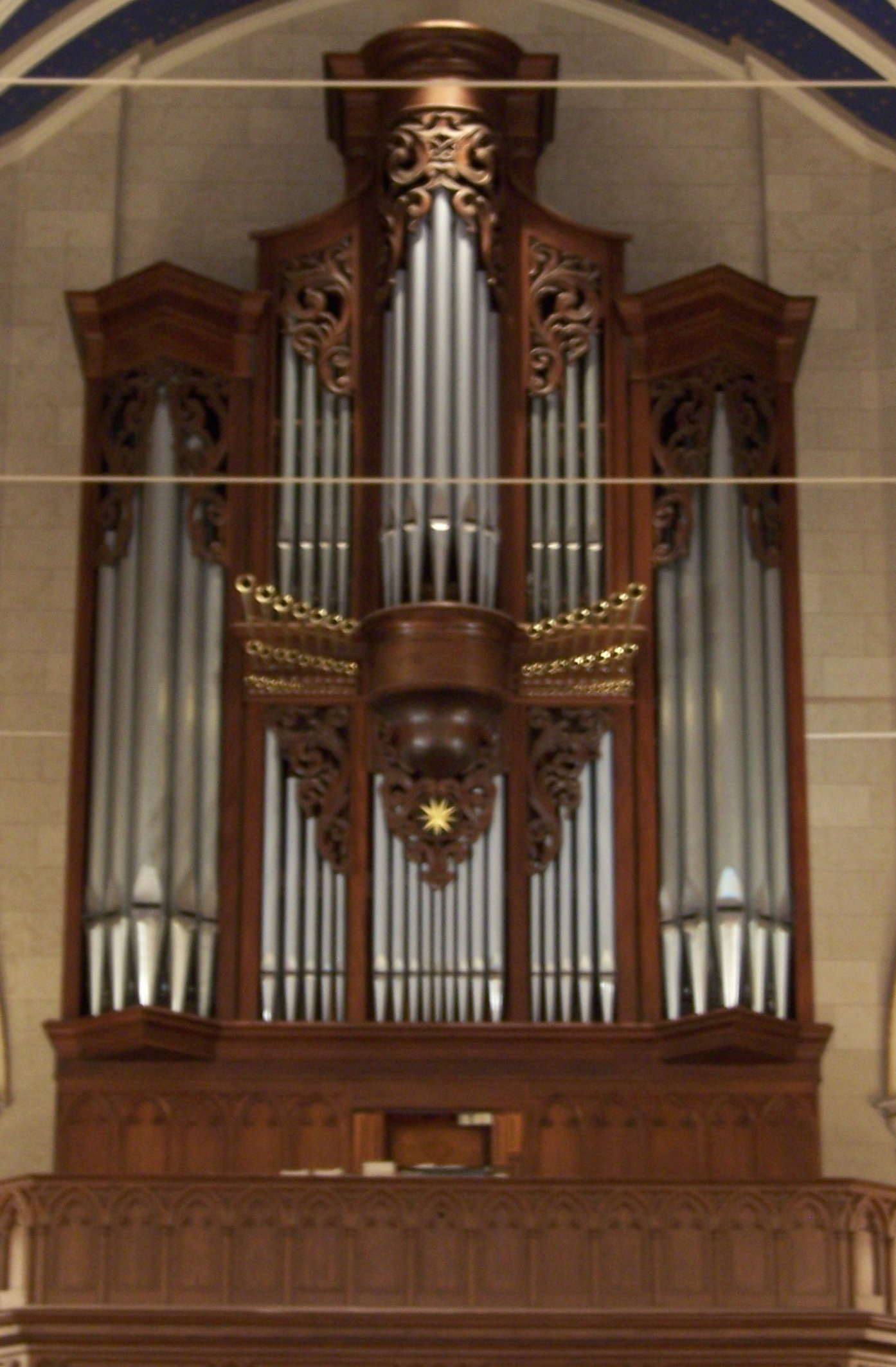
L'orgue de tribune.
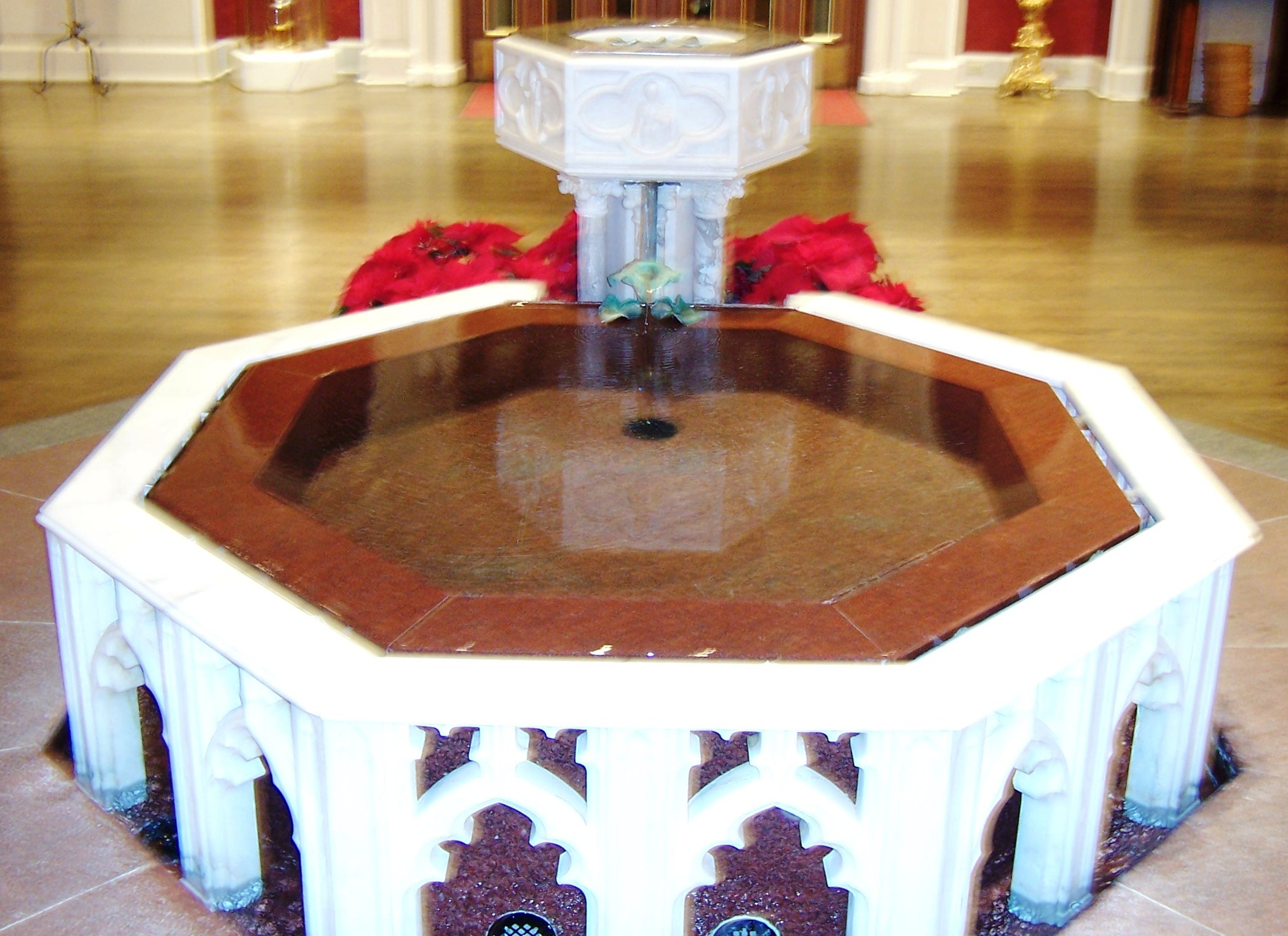
Baptistère de la cathédrale.
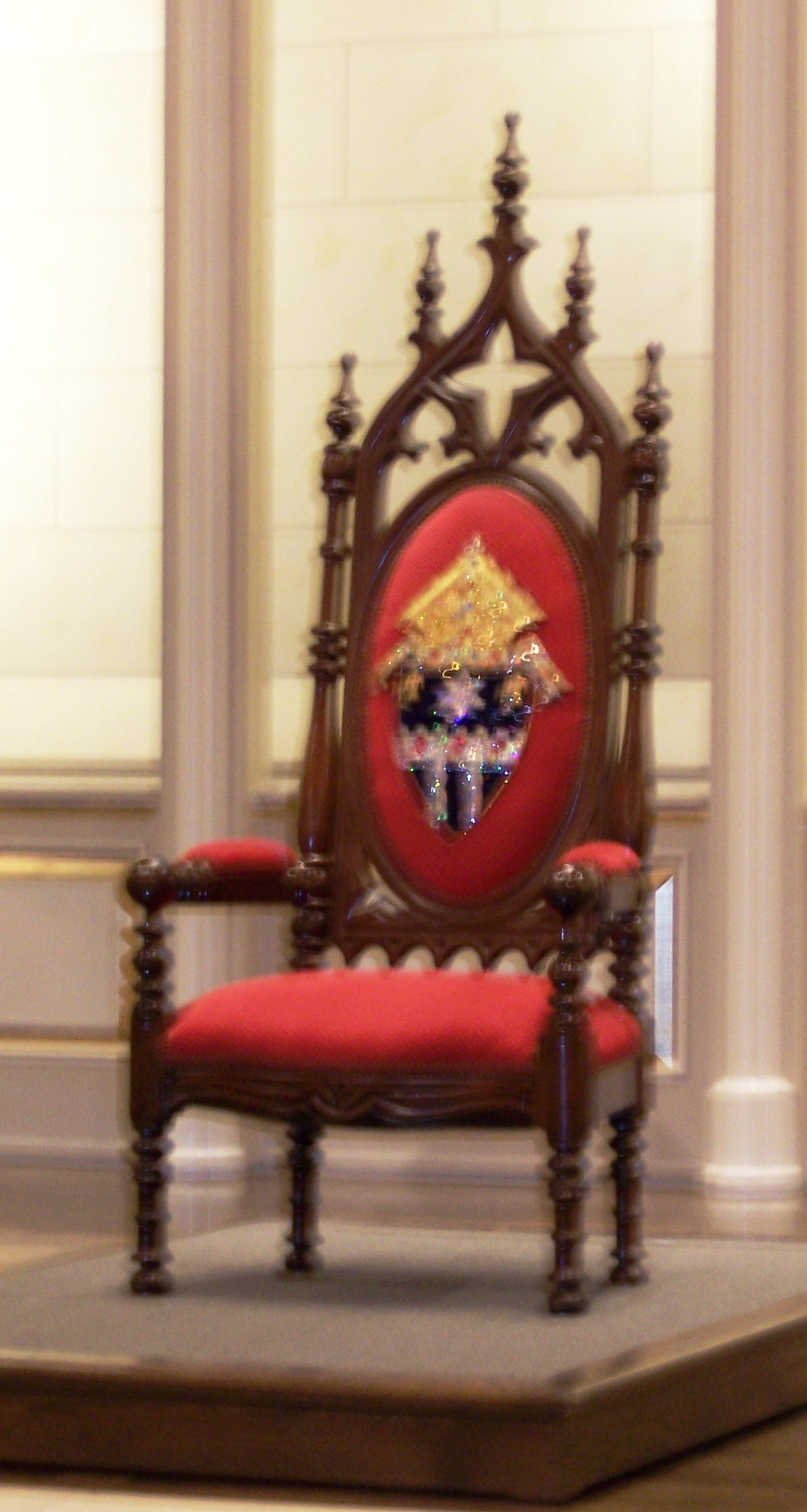
Cathèdre de l'évêque.